# Trichopria incrassata
Trichopria incrassata is een vliesvleugelig insect uit de familie van de Diapriidae. De wetenschappelijke naam van de soort is voor het eerst geldig gepubliceerd in 1955 door Jansson.